# Дринчич, Никола
Ни́кола Дри́нчич (черног. Никола Дринчић / Nikola Drinčić; род. 7 сентября 1984[…], Белград) — сербский и черногорский футболист, полузащитник; тренер.

## Карьера

### Клубная
Воспитанник белградского клуба «Партизан». Выступал за сербские клубы «Партизан», Спартак Златибор Вода, Будучность (Банатски-Двор), а также за турецкий «Газиантепспор».

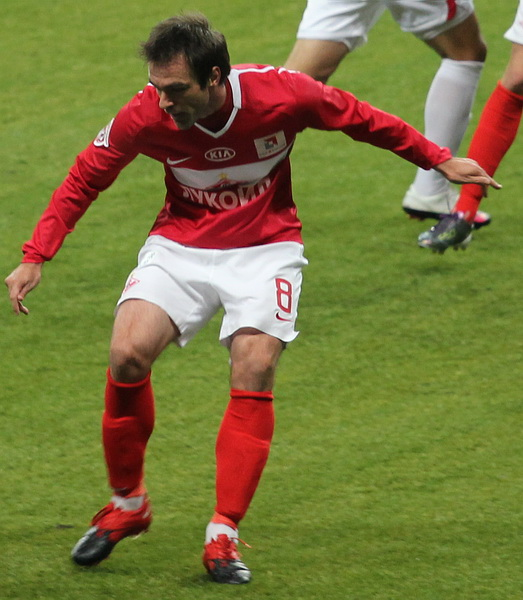
Дринчич в составе московского «Спартака»

6 февраля 2007 года Дринчич перешёл в пермский «Амкар». Он выступал за клуб с 2007 по 2009 год, являясь штатным исполнителем штрафных и угловых ударов. 17 ноября 2008 года Дринчич получил тяжёлую травму внутреннего мениска на правой ноге, из-за которой был прооперирован и два месяца не выступал. Зимой 2009 года Дринчичем интересовались итальянские клубы «Дженоа», «Лечче» и «Парма», «Палермо», немецкий «Вольфсбург», а также клуб «Москва», однако переход ни в одну из этих команд не состоялся. Летом 2009 года, во время паузы в чемпионате России, объявил о желании покинуть «Амкар». Приоритетным новым местом работы назвал клуб, который предложит зарплату больше, чем остальные. В июне 2009 года официальное предложение сделал клуб «Москва», затем московский «Спартак», однако оба клуба оказались не готовы выплатить за трансфер хавбека 2,5 млн евро.
11 января 2010 года Дринчич в качестве свободного агента перешёл в «Спартак», подписав контракт сроком на 4 года. «Спартак» Дринчич предпочёл итальянскому «Дженоа», предлагавший черногорцу контракт. 25 января 2010 года в товарищеском матче с сочинской «Жемчужиной» Дринчич получил тяжёлую травму, осколочный перелом большой берцовой кости правой голени со смещением; из-за повреждения Никола пропустил полгода. В июне Дринчич начал заниматься беговыми упражнениями. С 10 июля Дринчич приступил к полноценным тренировкам в составе команды. С 4 августа Никола стал тренироваться в общей группе состава «Спартака». Дебютировал в составе «Спартака» 15 октября 2010 в матче против владикавказской «Алании», заменив на 79-й минуте Ибсона. 4 ноября Дринчич дебютировал в Лиге чемпионов в игре с «Челси».
25 февраля 2011 года Дринчич перешёл в клуб «Краснодар». Главный тренер «Спартака» Валерий Карпин объяснил уход Дринчича тем, что футболист оказался «морально не готов к жёсткой конкуренции за место в основном составе». Сам Дринчич несколько раз обращался к Карпину с просьбой отпустить его в другой клуб.
26 февраля 2016 года Дринчич объявил о завершении футбольной карьеры, однако спустя полгода решил возобновить свои выступления, подписав годичный контракт с сербским «Радом».

### В сборной
Выступал за молодёжную сборную Сербии и Черногории.
В составе сборной Черногории дебютировал в сентябре 2007 года в матче со сборной Швеции.

## Интересные факты
- 22 сентября 2008 года в матче 20-го тура чемпионата России Никола забил гол в ворота команды «Крылья Советов» прямым ударом с углового[24].

## Статистика
на 1 августа 2011
| Сезон   | Клуб                       | Лига        | Чемпионат | Чемпионат | Кубок | Кубок | Континт. | Континт. |
| Сезон   | Клуб                       | Лига        | Игры      | Голы      | Игры  | Голы  | Игры     | Голы     |
| ------- | -------------------------- | ----------- | --------- | --------- | ----- | ----- | -------- | -------- |
| 2003/04 | Телеоптик                  | Вторая лига | 16        | 0         | ?     | ?     | —        | —        |
| 2004/05 | Партизан                   | Первая лига | 4         | 0         | ?     | ?     | ?        | ?        |
| 2004/05 | Спартак Златибор Вода      | Первая лига | ?         | ?         | ?     | ?     | ?        | ?        |
| 2005/06 | Будучность (Банатски-Двор) | Первая лига | 28        | 9         | ?     | ?     | ?        | ?        |
| 2006/07 | Газиантепспор              | Суперлига   | 15        | 1         | ?     | ?     | ?        | ?        |
| 2007    | Амкар                      | РФПЛ        | 25        | 1         | 4     | 0     | —        | —        |
| 2008    | Амкар                      | РФПЛ        | 28        | 2         | 4     | 1     | —        | —        |
| 2009    | Амкар                      | РФПЛ        | 28        | 0         | 2     | 0     | 2        | 0        |
| 2010    | Спартак (Москва)           | РФПЛ        | 4         | 0         | 0     | 0     | 3        | 0        |
| 2011    | Краснодар                  | РФПЛ        | 17        | 2         | 3     | 0     | 0        | 0        |